# 花蓮縣吉安鄉吉安國民小學
花蓮縣吉安國民小學，簡稱吉安國小，是一所位於花蓮縣吉安鄉吉安村的縣立國民小學。

## 歷史

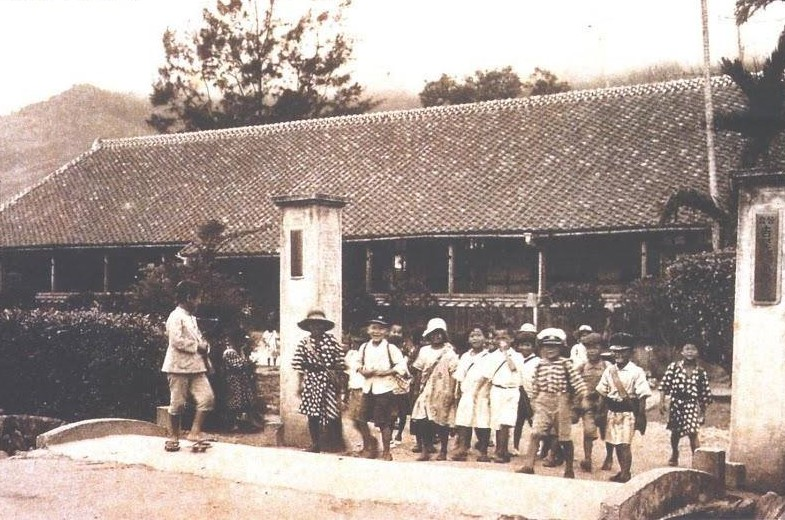
吉野尋常高等小學校在日治時期的景象。

1911年，位在花蓮港廳吉野庄吉野村之吉野尋常高等小學校開始招生；後來，當局又於豐田村與林田村設立小學校。
1943年，吉安國小另一前身南園國民小學成立於福興村。
戰後，呂傳北被派任為校長並奉令接收吉野尋常高等小學校，並將其改名吉野國民學校。1947年11月，學校名稱更改為吉安國民學校。
1956年及1958年，該校之南華、太昌兩分校先後獨立成校。
1960年，校舍改建，當局和地方民眾共同興建三對等教室七間。1963年，再興建三對等教室五間。1968年，奉令改校名為吉安國民小學。1976年，改建危險教室五間。1977年，改建危險教室二間、新建綜合球場並美化校園。
1981年，興建教室五間。1984年，新建學生活動中心並鋪設大理石步道。1991年，增建圖書室及專科教室。
1997年，增建午餐廚房以供應師生所需。1999年，籌建新教學大樓。2000年，教學大樓變更設計，由二樓增建為三樓，並於2001年3月落成啟用。同時，活動中心進行地面整修工程，九年一貫及主題課程教材開始進行研發，資源班也成立。
柯登祥於2003年接任校長職務後，班級設備開始逐年更新；同時，學生午餐在2003年被改為公辦民營，幼童軍教育也在校內被積極推廣。

### 歷任校長

#### 吉野國民學校
- 呂傳北 (1945年-1946年9月，辭職)

#### 吉安國民學校
- 吳水木 (1946年9月-1948年，調任他處)
- 陳先德 (1948年-1956年，與新城國小校長殷學權互調)
- 殷學權 (1956年-1961年，辭職)

#### 吉安國民小學
- 曾文捷 (1961年-1971年，任滿後調任他處)
- 陳瑞霖 (1971年-1977年，調任他處)
- 林順發 (1977年-1982年，調任他處)
- 邱阿倉 (1982年-1990年，退休)
- 徐登文 (1990年-1995年，退休)
- 林阿良 (1995年-2000年，調任他處)
- 溫思聰 (2000年-2002年，升任花蓮縣教育局副局長)
- 彭成旭 (2002年-2003年，代理)
- 柯登祥 (2003年3月-2011年)
- 李國清 (2011年-2018年)
- 孫承偉 (2018年-)[2]